# 2024 en droit
Cet article présente les faits marquants de l'année 2024 en droit.

## Événements par mois

### Juin
- Élections européennes de 2024 en France

### Août
- 23 août : la Cour fédérale d'Australie (en) déclare Sall Grover et son entreprise Giggle coupable de discrimination dans l'affaire Tickle v Giggle for Girls Pty Ltd.

### Novembre
- 20 novembre : l'humoriste et comédien, Pierre Palmade, est condamné à cinq ans de prison dont deux ans ferme.

## Événements par nature juridique

### Référendums
- x

### Décret
- « Décret Magicobus » du 3 juillet 2024 (JO 5 juillet 2024) : composé de 18 articles, il porte diverses mesures de simplification de la procédure civile française.

### Résolutions du Conseil de sécurité des Nations unies
- Liste des résolutions du Conseil de sécurité des Nations unies adoptées en 2024

## Décès

### Janvier
- 6 janvier : Joseph Owona, Homme politique et juriste camerounais.
- 23 janvier : Charles Fried, Juriste et avocat américain.

### Février
- 9 février : Robert Badinter, Homme politique et juriste français.
- 12 février : Jacques Ghestin, Professeur de droit français et juriste français.
- 15 février : Steven M. Wise, Militant et juriste américain.
- 18 février : Cornelio Sommaruga, Juriste et diplomate suisse.

### Mars
- 8 mars : Tafsir Malick Ndiaye, juriste sénégalais.